# 神策军
神策軍是中國唐朝中後期京畿長安的一支主要禁軍。

## 历史
唐玄宗天寶十三年（754年）陇右节度使哥舒翰在臨洮西的磨環川（今甘肅臨潭西南）成立一支新部隊神策軍，以防禦吐蕃，这是作为禁军的神策军的雏形。
安史之亂時，該部隊的軍使成如璆派衛伯玉率一千人入援中原地区。乾元二年九节度在相州兵败后，这支部队退驻陕州，作为防备安史的二线部队。此時臨洮故地已被吐蕃佔領，朝廷以衛伯玉一軍號稱神策軍，以衛伯玉為神策軍節度使，宦官魚朝恩為觀軍容使（監軍）。随着卫伯玉和继任神策军节度使的郭英乂的先后调离，神策军由宦官鱼朝恩控制。
763年吐蕃攻入長安，原来的禁军溃散，唐代宗逃往陝州。魚朝恩以神策軍及河西、陇右军和安西、北庭军迎駕，統稱這些部隊為神策軍。唐代宗後來由神策軍護駕回京，此时神策军已经壮大到几万人的规模。此後神策軍便成為禁軍之一，實力逐漸壯大。
神策军成为禁军后，于唐代宗大历初年曾扩编，收编了平卢军邢君牙部、阳惠元部，安史降将尚可孤部，朔方军郝廷玉部、侯仲壮部。此后神策军几次出征河朔叛镇，在建中四年“泾师之变”中消灭朱泚收复京城。因为宦官和神策军在数次动荡中均紧随皇帝，获得唐德宗的信任。贞元十二年六月，德宗决定把神策军交由宦官执掌，同时做大规模扩编。因為神策軍的待遇較好，其他禁軍紛紛希望加入，至唐德宗時，人數擴大至十五至十八萬人，成為長安甚至整個關中地區最主要的武力。
德宗在朱泚之亂後，將神策軍交與宦官掌管，並且成為定制，此後神策軍成為宦官掌權甚至廢立皇帝的主要工具，唐宣宗之立，便是由神策軍中尉馬元贄主導。順宗即位後，朝臣王叔文欲從宦官手上取回神策軍的兵權，但不成功。
在唐代晚期，神策軍因軍紀敗壞而戰鬥力下降。穆宗以后，神策军因战事减少，经常“角抵、杂戏”，与皇帝游乐，或“淘池造楼，营建宫阙”（《旧唐书·穆、敬本纪》）。神策军也开始在宦官废立皇帝，北司控制南衙的党争中充当工具。
僖宗時，神策軍在黃巢之亂中潰敗，僖宗在蜀地避難時，由宦官田令孜招募新神策軍。直到903年，昭宗时，朱溫進長安殺宦官，才將神策軍解散，原左右神策军的兵士并入左右羽林、龙武、神武等军。

## 编规模
神策军驻地曾有长安、奉天、武功、扶风、好畤、麟游、普润、兴平、天兴、户县、陕州等地，大体上不超出京畿和关内。主要职责是抵御吐蕃，讨伐藩镇叛乱。
神策军最高统帅“护军中尉、中护军”各两名，由宦官担当。下属“大将军各一人，正二品；统军各二人，正三品；将军各四人，从三品。掌卫兵及内外八镇兵。护军中尉各一人，中护军各一人，判官各三人，都句判官各二人，勾复官各一人，表奏官各一人，支计官各一人，孔目官各二人，驱使官各二人，自长史以下，员数如龙武军。”（《新唐书·百官四上》）
神策军的兵源来自召募和收编。召募主要是针对官家富豪子弟，这些兵员实际上并不参战。收编是主要的兵力来源，由于给养三倍于其它军队，还有额外收入，而且又是天子直属部队，其它部队都很愿意加入。
神策军對駐地拥有治理特权，中央官員不得介入。唐時慣例，京師地區御史每季都要出巡勘斷獄事，後因為軍營駐地過於密集便逐漸不再至。（贞元）十九年，监察御史崔远“不知近事，遂入右神策”被皇帝罚杖四十，流放崖州。

## 神策军碑
《神策军碑》，全称为《皇帝巡幸左神策军纪圣德碑并序》。由崔铉撰文，唐代著名书法家柳公权书丹的碑铭。石碑大小不明，记述回鹘汗国灭亡及安辑没斯来降。碑刻立于唐会昌三年（公元843年），由于神策军碑立于长安宫廷禁地因此传拓稀少。原石于晚唐至宋代由于战乱等原因导致碑刻散佚。原拓本为上下两册，后因下册散佚故现存仅有上册拓本。因此也称为宋拓孤本。
《神策军碑》为柳公权晚年书法的集大成之作，原石写于唐会昌三年。此时柳公权已是65岁，故此为柳公权晚年成熟之作。《神策军碑》較《玄秘塔碑》字型更爲肥碩，其中笔划工整且更爲刚劲有力。